# شکی (روستا)
شکی (به لاتین: Şəki) یک منطقه مسکونی در جمهوری آذربایجان است که در شهرستان شکی واقع شده‌است. شکی ۲۳۶۰ نفر جمعیت دارد.